# Guadalupe Sabio Buzo
Guadalupe Sabio Buzo (Badajoz, 4 de juny de 1977) és una científica i professora espanyola, directora d'un grup de recerca al Centre Nacional de Recerques Cardiovasculars (CNIC) de l'Institut Carlos III de Madrid.
Llicenciada en Veterinària per la Universitat d'Extremadura amb Premi Extraordinari, en 2005 va aconseguir el Doctorat Europeu del Medical Reserch Council. Va ser acceptada en el grup de Roger Davis, en l'Institut Mèdic Howard Hughes de la Universitat de Massachusetts per la seva recerca sobre les proteïnes quinasas de l'estrès. Ha estat reconeguda per Fundació L'Oreal-Unesco pel seu estudi sobre l'obesitat i la seva relació amb el càncer hepàtic i la diabetis i ha rebut el Premi Príncep de Girona en Ciència i Acadèmia. Per la seva labor a favor dels drets de la dona li va ser atorgat el premi Estrella de la Comunitat de Madrid. Ha estat investigadora al Centre Nacional de Biotecnologia del CSIC.
La seva línia principal de recerca és el paper de les quinasas activades per l'estrès en el desenvolupament de malalties associades a l'obesitat com a malalties cardiovasculars, diabetis i el càncer hepàtic.